# Фридман, Евгений Владимирович
Евге́ний Влади́мирович Фри́дман (26 августа 1929, Москва — 7 декабря 2005) — советский и российский киноактёр, кинорежиссёр и сценарист.

## Биография
В 1950 году окончил Московскую художественную школу. После срочной службы в армии работал художником Московского живописно-производственного комбината, в геологических партиях, в съёмочных группах киностудии имени М. Горького, художником декорационного цеха киностудии «Мосфильм». 
В 1966 году окончил режиссёрский факультет Всесоюзного государственного института кинематографии (мастерская Якова Сегеля). В 1971 году снял фильм «Остров сокровищ», который по праву считается одной из самых удачных экранизаций одноимённого романа Роберта Льюиса Стивенсона.
В конце 1970-х эмигрировал в США.
Ушёл из жизни на 77-м году жизни, так и не вернувшись к режиссуре.

## Личная жизнь
Был женат на праправнучке великого поэта А. С. Пушкина Наталье Игоревне Пушкиной.

## Фильмография

### Актёр
1. 1962 — Венский лес
2. 1963 — Улица Ньютона, дом 1 — Владимир Гальцов
3. 1967 — Бегущая по волнам — Бутлер
4. 1968 — Вечер накануне Ивана Купала — Басаврюк, колдун
5. 1971 — Человек с другой стороны / Mannen från andra sidan (СССР-Швеция) — Евгений

### Режиссёр
1. 1971 — Остров сокровищ
2. 1974 — Ералаш (выпуск № 1, сюжет «Дым, дым, дым!»)
3. 1975 — Ералаш (выпуск № 3, сюжет «Интересная книга»; выпуск № 5, сюжет «Следы на асфальте»)

### Сценарист
1. 1971 — Остров сокровищ